# 秀水河 (桂江支流)
秀水河，古称秀溪，是中华人民共和国广西壮族自治区和湖南省境内的一条河，属桂江支流。

## 概况
秀水河发源于黄沙岭，是富川瑶族自治县境内的第二大河。它由石鼓河、鸟源河和黄沙河三条支流在朝东镇秀峰景区汇合，向北流经岔山村流入湖南省江永县，经龙虎关流出[广西壮族自治区]]恭城瑶族自治县、平乐县，注入桂江，属桂江水系。

## 文化
秀水河在富川瑶族自治县流经秀水村，古代富川瑶族自治县的八景之一“秀峰挹爽”。明清两代修建的风雨桥一共10余座，至今仍存。